# مارمولک‌های کلاه‌خودی
مارمولک‌های کلاه‌خودی (نام علمی: Corytophanidae) نام یک تیره از زیرراسته ایگوآناسانیان است.